# Canthium sechellense
Canthium sechellense är en måreväxtart som beskrevs av Victor Samuel Summerhayes. Canthium sechellense ingår i släktet Canthium och familjen måreväxter. IUCN kategoriserar arten globalt som starkt hotad. Inga underarter finns listade i Catalogue of Life.